# グレイ・カップ
グレイ・カップ（英語: Grey Cup, フランス語: Coupe Grey）は、カナディアン・フットボール・リーグ（CFL）において、決勝トーナメントの優勝チームに与えられる賞（トロフィー）のことである。また決勝戦のことを指すこともある。カナディアンフットボールの最高の大会である。

## 歴史
1909年、当時のカナダの総督であった第4代グレイ伯爵アルバート・グレイからカップが寄贈されたことに由来している。1954年に大学選手権（バニエイ・カップ）が独立してからは、カナディアン・フットボール・リーグの優勝チームに与えられるようになった。

## 歴代試合結果
凡例
- (#) (勝者欄の)数字はグレイ・カップ獲得回数を示す。
- (#) (会場及び開催地欄の) 数字は開催回数を示す。

| 回  | 開催日         | 勝者                                       | スコア | 敗者                                     | 会場                                       | 開催地             |
| --- | -------------- | ------------------------------------------ | ------ | ---------------------------------------- | ------------------------------------------ | ------------------ |
| 1   | 1909年12月4日  | トロント大学ヴァーシティー・ブルース       | 26–6   | トロント・パークデール・カヌークラブ     | ローズデール・フィールド                   | トロント           |
| 2   | 1910年11月26日 | トロント大学ヴァーシティー・ブルース (2)   | 16–7   | ハミルトン・タイガーズ                   | AAAグラウンド                              | ハミルトン         |
| 3   | 1911年11月25日 | トロント大学ヴァーシティー・ブルース (3)   | 14–7   | トロント・アルゴノーツ                   | ヴァーシティー・スタジアム                 | トロント (2)       |
| 4   | 1912年11月30日 | ハミルトン・アラーツ                       | 11–4   | トロント・アルゴノーツ                   | AAAグラウンド (2)                          | ハミルトン (2)     |
| 5   | 1913年11月29日 | ハミルトン・タイガーズ                     | 44–2   | トロント・パークデール・カヌークラブ     | AAAグラウンド (3)                          | ハミルトン (3)     |
| 6   | 1914年12月5日  | トロント・アルゴノーツ                     | 14–2   | トロント大学ヴァーシティー・ブルース     | ヴァーシティー・スタジアム (2)             | トロント (3)       |
| 7   | 1915年11月20日 | ハミルトン・タイガーズ (2)                 | 13–7   | トロント・ボート協会                     | ヴァーシティー・スタジアム (3)             | トロント (4)       |
| —   | 1916年         | 中止                                       | —      | —                                        | —                                          | —                  |
| —   | 1917年         | 中止                                       | —      | —                                        | —                                          | —                  |
| —   | 1918年         | 中止                                       | —      | —                                        | —                                          | —                  |
| —   | 1919年         | 中止                                       | —      | —                                        | —                                          | —                  |
| 8   | 1920年12月4日  | トロント大学ヴァーシティー・ブルース (4)   | 16–3   | トロント・アルゴノーツ                   | ヴァーシティー・スタジアム (4)             | トロント (5)       |
| 9   | 1921年12月3日  | トロント・アルゴノーツ (2)                 | 23–0   | エドモントン・エスキモーズ               | ヴァーシティー・スタジアム (5)             | トロント (6)       |
| 10  | 1922年12月2日  | クイーンズ大学                             | 13–1   | エドモントン・エルクス                   | リチャードソン・スタジアム                 | キングストン       |
| 11  | 1923年12月1日  | クイーンズ大学 (2)                         | 54–0   | レジャイナ・ラグビー・クラブ             | ヴァーシティー・スタジアム (6)             | トロント (7)       |
| 12  | 1924年11月29日 | クイーンズ大学 (3)                         | 11–2   | トロント・バルミー・ビーチ               | ヴァーシティー・スタジアム (7)             | トロント (8)       |
| 13  | 1925年12月5日  | オタワ・セネターズ                         | 24–1   | ウィニペグ・タマニー・タイガーズ         | ランズダウン・パーク                       | オタワ             |
| 14  | 1926年12月4日  | オタワ・セネターズ (2)                     | 10–7   | トロント大学ヴァーシティー・ブルース     | ヴァーシティー・スタジアム (8)             | トロント (9)       |
| 15  | 1927年11月26日 | トロント・バルミー・ビーチ                 | 9–6    | ハミルトン・タイガーズ                   | ヴァーシティー・スタジアム (9)             | トロント (10)      |
| 16  | 1928年12月1日  | ハミルトン・タイガーズ (3)                 | 30–0   | レジャイナ・ラフライダーズ               | AAAグラウンド (4)                          | ハミルトン (4)     |
| 17  | 1929年11月30日 | ハミルトン・タイガーズ (4)                 | 14–3   | レジャイナ・ラフライダーズ               | AAAグラウンド (5)                          | ハミルトン (5)     |
| 18  | 1930年12月6日  | トロント・バルミー・ビーチ (2)             | 11–6   | レジャイナ・ラフライダーズ               | ヴァーシティー・スタジアム (10)            | トロント (11)      |
| 19  | 1931年12月5日  | モントリオールAAAウィングド・ホイーラーズ  | 22–0   | レジャイナ・ラフライダーズ               | モルソン・スタジアム                       | モントリオール     |
| 20  | 1932年12月3日  | ハミルトン・タイガーズ (5)                 | 25–6   | レジャイナ・ラフライダーズ               | シビック・スタジアム                       | ハミルトン (6)     |
| 21  | 1933年12月9日  | トロント・アルゴノーツ (3)                 | 4–3    | サーニア・インペリアルズ                 | アスレティック・パーク                     | サーニア           |
| 22  | 1934年11月24日 | サーニア・インペリアルズ                   | 20–12  | レジャイナ・ラフライダーズ               | ヴァーシティー・スタジアム (11)            | トロント (12)      |
| 23  | 1935年12月7日  | ウィニペグ・ペッグス                       | 18–12  | ハミルトン・タイガーズ                   | シビック・スタジアム (2)                   | ハミルトン (7)     |
| 24  | 1936年12月5日  | サーニア・インペリアルズ (2)               | 26–20  | オタワ・ラフ・ライダーズ                 | ヴァーシティー・スタジアム (12)            | トロント (13)      |
| 25  | 1937年12月11日 | トロント・アルゴノーツ (4)                 | 4–3    | ウィニペグ・ブルーボマーズ               | ヴァーシティー・スタジアム (13)            | トロント (14)      |
| 26  | 1938年12月10日 | トロント・アルゴノーツ (5)                 | 30–7   | ウィニペグ・ブルーボマーズ               | ヴァーシティー・スタジアム (14)            | トロント (15)      |
| 27  | 1939年12月9日  | ウィニペグ・ブルーボマーズ (2)             | 8–7    | オタワ・ラフ・ライダーズ                 | ランズダウン・パーク (2)                   | オタワ (2)         |
| 28  | 1940年11月30日 | オタワ・ラフ・ライダーズ (3)               | 8–2    | トロント・バルミー・ビーチ               | ヴァーシティー・スタジアム (15)            | トロント (16)      |
| 28  | 1940年12月7日  | オタワ・ラフ・ライダーズ (3)               | 12–5   | トロント・バルミー・ビーチ               | ランズダウン・パーク (3)                   | オタワ (3)         |
| 29  | 1941年11月29日 | ウィニペグ・ブルーボマーズ (3)             | 18–16  | オタワ・ラフ・ライダーズ                 | ヴァーシティー・スタジアム (15)            | トロント (16)      |
| 30  | 1942年12月5日  | トロントRCAFハリケーンズ                   | 8–5    | ウィニペグRCAFボマーズ                   | ヴァーシティー・スタジアム (16)            | トロント (17)      |
| 31  | 1943年11月27日 | ハミルトン・フライング・ワイルドキャッツ   | 23–14  | ウィニペグRCAFボマーズ                   | ヴァーシティー・スタジアム (17)            | トロント (18)      |
| 32  | 1944年11月25日 | サンティヤサント・ドナコナ・ネイビー       | 7–6    | ハミルトン・フライング・ワイルドキャッツ | シビック・スタジアム (3)                   | ハミルトン (8)     |
| 33  | 1945年12月1日  | トロント・アルゴノーツ (6)                 | 35–0   | ウィニペグ・ブルーボマーズ               | ヴァーシティー・スタジアム (18)            | トロント (19)      |
| 34  | 1946年11月30日 | トロント・アルゴノーツ (7)                 | 28–6   | ウィニペグ・ブルーボマーズ               | ヴァーシティー・スタジアム (19)            | トロント (20)      |
| 35  | 1947年11月29日 | トロント・アルゴノーツ (8)                 | 10–9   | ウィニペグ・ブルーボマーズ               | ヴァーシティー・スタジアム (20)            | トロント (21)      |
| 36  | 1948年11月27日 | カルガリー・スタンピーダーズ               | 12–7   | オタワ・ラフ・ライダーズ                 | ヴァーシティー・スタジアム (21)            | トロント (22)      |
| 37  | 1949年11月26日 | モントリオール・アルエッツ                 | 28–15  | カルガリー・スタンピーダーズ             | ヴァーシティー・スタジアム (22)            | トロント (23)      |
| 38  | 1950年11月25日 | トロント・アルゴノーツ (9)                 | 13–0   | ウィニペグ・ブルーボマーズ               | ヴァーシティー・スタジアム (23)            | トロント (24)      |
| 39  | 1951年11月24日 | オタワ・ラフ・ライダーズ (4)               | 21–14  | サスカチュワン・ラフライダーズ           | ヴァーシティー・スタジアム (24)            | トロント (25)      |
| 40  | 1952年11月29日 | トロント・アルゴノーツ (10)                | 21–11  | エドモントン・エスキモーズ               | ヴァーシティー・スタジアム (25)            | トロント (26)      |
| 41  | 1953年11月28日 | ハミルトン・タイガーキャッツ               | 12–6   | ウィニペグ・ブルーボマーズ               | ヴァーシティー・スタジアム (26)            | トロント (27)      |
| 42  | 1954年11月27日 | エドモントン・エスキモーズ                 | 26–25  | モントリオール・アルエッツ               | ヴァーシティー・スタジアム (27)            | トロント (28)      |
| 43  | 1955年11月26日 | エドモントン・エスキモーズ (2)             | 34–19  | モントリオール・アルエッツ               | エンパイヤ・スタジアム                     | バンクーバー       |
| 44  | 1956年11月24日 | エドモントン・エスキモーズ (3)             | 50–27  | モントリオール・アルエッツ               | ヴァーシティー・スタジアム (28)            | トロント (29)      |
| 45  | 1957年11月30日 | ハミルトン・タイガーキャッツ (2)           | 32–7   | ウィニペグ・ブルーボマーズ               | ヴァーシティー・スタジアム (29)            | トロント (30)      |
| 46  | 1958年11月29日 | ウィニペグ・ブルーボマーズ (4)             | 35–28  | ハミルトン・タイガーキャッツ             | エンパイヤ・スタジアム (2)                 | バンクーバー (2)   |
| 47  | 1959年11月28日 | ウィニペグ・ブルーボマーズ (5)             | 21–7   | ハミルトン・タイガーキャッツ             | CNEスタジアム                              | トロント (31)      |
| 48  | 1960年11月26日 | オタワ・ラフ・ライダーズ (5)               | 16–6   | エドモントン・エスキモーズ               | エンパイヤ・スタジアム (3)                 | バンクーバー (3)   |
| 49  | 1961年12月2日  | ウィニペグ・ブルーボマーズ (6)             | 21–14  | ハミルトン・タイガーキャッツ             | CNEスタジアム (2)                          | トロント (32)      |
| 50  | 1962年12月1日  | ウィニペグ・ブルーボマーズ (7)             | 28–27  | ハミルトン・タイガーキャッツ             | CNEスタジアム (3)                          | トロント (33)      |
| 51  | 1963年11月30日 | ハミルトン・タイガーキャッツ (3)           | 21–10  | ブリティッシュ・コロンビア・ライオンズ   | エンパイヤ・スタジアム (4)                 | バンクーバー (4)   |
| 52  | 1964年11月28日 | ブリティッシュ・コロンビア・ライオンズ     | 34–24  | ハミルトン・タイガーキャッツ             | CNEスタジアム (4)                          | トロント (34)      |
| 53  | 1965年11月27日 | ハミルトン・タイガーキャッツ (4)           | 22–16  | ウィニペグ・ブルーボマーズ               | CNEスタジアム (5)                          | トロント (35)      |
| 54  | 1966年11月26日 | サスカチュワン・ラフライダーズ             | 29–14  | オタワ・ラフ・ライダーズ                 | エンパイヤ・スタジアム (5)                 | バンクーバー (5)   |
| 55  | 1967年12月2日  | ハミルトン・タイガーキャッツ (5)           | 24–1   | サスカチュワン・ラフライダーズ           | ランズダウン・パーク (4)                   | オタワ (4)         |
| 56  | 1968年11月30日 | オタワ・ラフ・ライダーズ (6)               | 24–21  | カルガリー・スタンピーダーズ             | CNEスタジアム (6)                          | トロント (36)      |
| 57  | 1969年11月30日 | オタワ・ラフ・ライダーズ (7)               | 29–11  | サスカチュワン・ラフライダーズ           | オートスタッド                             | モントリオール (2) |
| 58  | 1970年11月28日 | モントリオール・アルエッツ (2)             | 23–10  | カルガリー・スタンピーダーズ             | CNEスタジアム (7)                          | トロント (37)      |
| 59  | 1971年11月28日 | カルガリー・スタンピーダーズ (2)           | 14–11  | トロント・アルゴノーツ                   | エンパイヤ・スタジアム (6)                 | バンクーバー (6)   |
| 60  | 1972年12月3日  | ハミルトン・タイガーキャッツ (6)           | 13–10  | サスカチュワン・ラフライダーズ           | アイヴァー・ウィン・スタジアム (4)         | ハミルトン (9)     |
| 61  | 1973年11月25日 | オタワ・ラフ・ライダーズ (8)               | 22–18  | エドモントン・エスキモーズ               | CNEスタジアム (8)                          | トロント (38)      |
| 62  | 1974年11月24日 | モントリオール・アルエッツ (3)             | 20–7   | エドモントン・エスキモーズ               | エンパイヤ・スタジアム (7)                 | バンクーバー (7)   |
| 63  | 1975年11月23日 | エドモントン・エスキモーズ (4)             | 9–8    | モントリオール・アルエッツ               | マクマーン・スタジアム                     | カルガリー         |
| 64  | 1976年11月28日 | オタワ・ラフ・ライダーズ (9)               | 23–20  | サスカチュワン・ラフライダーズ           | CNEスタジアム (9)                          | トロント (39)      |
| 65  | 1977年11月27日 | モントリオール・アルエッツ (4)             | 41–6   | エドモントン・エスキモーズ               | オリンピック・スタジアム                   | モントリオール (3) |
| 66  | 1978年11月26日 | エドモントン・エスキモーズ (5)             | 20–13  | モントリオール・アルエッツ               | CNEスタジアム (10)                         | トロント (40)      |
| 67  | 1979年11月25日 | エドモントン・エスキモーズ (6)             | 17–9   | モントリオール・アルエッツ               | オリンピック・スタジアム (2)               | モントリオール (4) |
| 68  | 1980年11月23日 | エドモントン・エスキモーズ (7)             | 48–10  | ハミルトン・タイガーキャッツ             | CNEスタジアム (11)                         | トロント (41)      |
| 69  | 1981年11月22日 | エドモントン・エスキモーズ (8)             | 26–23  | オタワ・ラフ・ライダーズ                 | オリンピック・スタジアム (3)               | モントリオール (5) |
| 70  | 1982年11月28日 | エドモントン・エスキモーズ (9)             | 32–15  | トロント・アルゴノーツ                   | CNEスタジアム (12)                         | トロント (42)      |
| 71  | 1983年11月27日 | トロント・アルゴノーツ (11)                | 18–17  | ブリティッシュ・コロンビア・ライオンズ   | BCプレイス・スタジアム                     | バンクーバー (8)   |
| 72  | 1984年11月18日 | ウィニペグ・ブルーボマーズ (8)             | 47–17  | ハミルトン・タイガーキャッツ             | コモンウェルス・スタジアム                 | エドモントン       |
| 73  | 1985年11月24日 | ブリティッシュ・コロンビア・ライオンズ (2) | 37–24  | ハミルトン・タイガーキャッツ             | オリンピック・スタジアム (4)               | モントリオール (6) |
| 74  | 1986年11月30日 | ハミルトン・タイガーキャッツ (7)           | 39–15  | エドモントン・エスキモーズ               | BCプレイス・スタジアム (2)                 | バンクーバー (9)   |
| 75  | 1987年11月29日 | エドモントン・エスキモーズ (10)            | 38–36  | トロント・アルゴノーツ                   | BCプレイス・スタジアム (3)                 | バンクーバー (10)  |
| 76  | 1988年11月27日 | ウィニペグ・ブルーボマーズ (9)             | 22–21  | ブリティッシュ・コロンビア・ライオンズ   | ランズダウン・パーク (5)                   | オタワ (5)         |
| 77  | 1989年11月26日 | サスカチュワン・ラフライダーズ (2)         | 43–40  | ハミルトン・タイガーキャッツ             | スカイドーム                               | トロント (43)      |
| 78  | 1990年11月25日 | ウィニペグ・ブルーボマーズ (10)            | 50–11  | エドモントン・エスキモーズ               | BCプレイス・スタジアム (4)                 | バンクーバー (11)  |
| 79  | 1991年11月24日 | トロント・アルゴノーツ (12)                | 36–21  | カルガリー・スタンピーダーズ             | ウィニペグ・スタジアム                     | ウィニペグ         |
| 80  | 1992年11月29日 | カルガリー・スタンピーダーズ (3)           | 24–10  | ウィニペグ・ブルーボマーズ               | スカイドーム (2)                           | トロント (44)      |
| 81  | 1993年11月28日 | エドモントン・エスキモーズ (11)            | 33–23  | ウィニペグ・ブルーボマーズ               | マクマーン・スタジアム (2)                 | カルガリー (2)     |
| 82  | 1994年11月27日 | ブリティッシュ・コロンビア・ライオンズ (3) | 26–23  | ボルチモア・スタリオンズ                 | BCプレイス・スタジアム (5)                 | バンクーバー (12)  |
| 83  | 1995年11月19日 | ボルチモア・スタリオンズ                   | 37–20  | カルガリー・スタンピーダーズ             | テイラー・フィールド                       | レジャイナ         |
| 84  | 1996年11月24日 | トロント・アルゴノーツ (13)                | 43–37  | エドモントン・エスキモーズ               | アイヴァー・ウィン・スタジアム (5)         | ハミルトン (10)    |
| 85  | 1997年11月16日 | トロント・アルゴノーツ (14)                | 47–23  | サスカチュワン・ラフライダーズ           | コモンウェルス・スタジアム (2)             | エドモントン (2)   |
| 86  | 1998年11月22日 | カルガリー・スタンピーダーズ (4)           | 26–24  | ハミルトン・タイガーキャッツ             | ウィニペグ・スタジアム (2)                 | ウィニペグ (2)     |
| 87  | 1999年11月28日 | ハミルトン・タイガーキャッツ (8)           | 32–21  | カルガリー・スタンピーダーズ             | BCプレイス・スタジアム (6)                 | バンクーバー (13)  |
| 88  | 2000年11月26日 | ブリティッシュ・コロンビア・ライオンズ (4) | 28–26  | モントリオール・アルエッツ               | マクマーン・スタジアム (3)                 | カルガリー (3)     |
| 89  | 2001年11月25日 | カルガリー・スタンピーダーズ (5)           | 27–19  | ウィニペグ・ブルーボマーズ               | オリンピック・スタジアム (5)               | モントリオール (7) |
| 90  | 2002年11月24日 | モントリオール・アルエッツ (5)             | 25–16  | エドモントン・エスキモーズ               | コモンウェルス・スタジアム (3)             | エドモントン (3)   |
| 91  | 2003年11月16日 | エドモントン・エスキモーズ (12)            | 34–22  | モントリオール・アルエッツ               | テイラー・フィールド (2)                   | レジャイナ (2)     |
| 92  | 2004年11月21日 | トロント・アルゴノーツ (15)                | 27–19  | ブリティッシュ・コロンビア・ライオンズ   | フランク・クレア・スタジアム (6)           | オタワ (6)         |
| 93  | 2005年11月27日 | エドモントン・エスキモーズ (13)            | 38–35  | モントリオール・アルエッツ               | BCプレイス・スタジアム (7)                 | バンクーバー (14)  |
| 94  | 2006年11月19日 | ブリティッシュ・コロンビア・ライオンズ (5) | 25–14  | モントリオール・アルエッツ               | カナッド・イン・スタジアム (3)             | ウィニペグ (3)     |
| 95  | 2007年11月25日 | サスカチュワン・ラフライダーズ (3)         | 23–19  | ウィニペグ・ブルーボマーズ               | ロジャース・センター (3)                   | トロント (45)      |
| 96  | 2008年11月23日 | カルガリー・スタンピーダーズ (6)           | 22–14  | モントリオール・アルエッツ               | オリンピック・スタジアム (6)               | モントリオール (8) |
| 97  | 2009年11月29日 | モントリオール・アルエッツ (6)             | 28–27  | サスカチュワン・ラフライダーズ           | マクマーン・スタジアム (4)                 | カルガリー (4)     |
| 98  | 2010年11月28日 | モントリオール・アルエッツ (7)             | 21–18  | サスカチュワン・ラフライダーズ           | コモンウェルス・スタジアム (4)             | エドモントン (4)   |
| 99  | 2011年11月27日 | ブリティッシュ・コロンビア・ライオンズ (6) | 34-23  | ウィニペグ・ブルーボマーズ               | BCプレイス・スタジアム (8)                 | バンクーバー (15)  |
| 100 | 2012年11月25日 | トロント・アルゴノーツ (16)                | 35–22  | カルガリー・スタンピーダーズ             | ロジャース・センター (4)                   | トロント (46)      |
| 101 | 2013年11月24日 | サスカチュワン・ラフライダーズ (4)         | 45–23  | ハミルトン・タイガーキャッツ             | モザイク・スタジアム (3)                   | レジャイナ (3)     |
| 102 | 2014年11月30日 | カルガリー・スタンピーダーズ (7)           | 20–16  | ハミルトン・タイガーキャッツ             | BCプレイス・スタジアム (9)                 | バンクーバー (16)  |
| 103 | 2015年11月29日 | エドモントン・エスキモーズ (14)            | 26–20  | オタワ・レッドブラックス                 | インヴェスターズ・グループ・フィールド (1) | ウィニペグ（4）    |
| 104 | 2016年11月27日 | オタワ・レッドブラックス (1)               | 39–33  | カルガリー・スタンピーダーズ             | BMOフィールド (1)                          | トロント (47)      |
| 105 | 2017年11月26日 | トロント・アルゴノーツ (17)                | 27–24  | カルガリー・スタンピーダーズ             | TDプレイス・スタジアム                     | オタワ (7)         |
| 106 | 2018年11月25日 | カルガリー・スタンピーダーズ (8)           | 27–16  | オタワ・レッドブラックス                 | コモンウェルス・スタジアム (5)             | エドモントン (5)   |
| 107 | 2019年11月24日 | ウィニペグ・ブルーボマーズ (11)            | 33–12  | ハミルトン・タイガーキャッツ             | マクマーン・スタジアム                     | カルガリー (5)     |
| 108 | 2021年12月12日 | ウィニペグ・ブルーボマーズ (12)            | 33–25  | ハミルトン・タイガーキャッツ             | ティム・ホートンズ・フィールド             | ハミルトン (11)    |
| 109 | 2022年11月20日 | トロント・アルゴノーツ (18)                | 24–23  | ウィニペグ・ブルーボマーズ               | モザイク・スタジアム                       | レジャイナ (4)     |
| 110 | 2023年         | モントリオール・アルエッツ (8)             | 28–24  | ウィニペグ・ブルーボマーズ               | ティム・ホートンズ・フィールド (2)         | ハミルトン (12)    |
| 111 | 2024年         | トロント・アルゴノーツ (19)                | 41–24  | ウィニペグ・ブルーボマーズ               | BCプレイス (10)                            | バンクーバー (17)  |
| 112 | 2025年11月     |                                            |        |                                          | プリンセス・オート・スタジアム (2)         | ウィニペグ (5)     |

1. 1 2 3  第一次世界大戦のため中止。
2. ↑  カナダラグビー連盟とルール論争が起こり中止。
3. 1 2  オタワがホーム・アンド・アウェー方式での合計獲得点数20対7で勝利。
4. ↑  延長戦にて勝敗決定
5. ↑  濃霧のため、残り時間9:29を残して試合中断。残りは翌日に再開。
6. ↑  再延長戦にて勝敗決定
7. ↑  当初はオタワで開催予定だったが、フランク・クレア・スタジアムの改修の遅れや訴訟などにより開催を辞退した。

## チーム別優勝回数
| チーム                         | 優勝 | 準優勝 |
| ------------------------------ | ---- | ------ |
| トロント・アルゴノーツ         | 18   | 6      |
| エドモントン・エスキモーズ     | 14   | 9      |
| ウィニペグ・ブルーボマーズ     | 11   | 16     |
| ハミルトン・タイガーキャッツ   | 8    | 12     |
| カルガリー・スタンピーダーズ   | 8    | 9      |
| モントリオール・アルエッツ     | 8    | 11     |
| BCライオンズ                   | 6    | 4      |
| サスカチュワン・ラフライダーズ | 4    | 15     |
| オタワ・レッドブラックス       | 1    | 2      |

## テレビ放送
カナダでは、CBCが1952年に初めて放送し、以後2007年まで放送した。2008年からはTSNがカナダでの英語放送としては独占放送をしている。フランス語放送としては、RDS（Réseau des sports、スポーツチャンネル）が放送を担当している。CTVも1962年から1986年まで同時放送した。1987年から1990年はCBCとは別に、CFLが独自のチャンネル「CFN（カナディアン・フットボール・ネットワーク、Canadian Football Network）」を通じて中継を行なった。

## ハーフタイムショー
グレイ・カップでは、第2クォーター終了後にカナダ人のミュージシャン等の演奏を含むハーフタイムショーが実施される。主な出演者は下記の通り。
- 1994年：トム・コクラン
- 2000年：ゲス・フー
- 2002年：シャナイア・トゥエイン
- 2003年：ブライアン・アダムス、サム・ロバーツ
- 2004年：トラジカリー・ヒップ
- 2005年：ブラック・アイド・ピーズ
- 2006年：ネリー・ファータド
- 2007年：レニー・クラヴィッツ
- 2008年：セオリー・オヴ・ア・デッドマン、スージー・マクニール、アンドレ・ワッターズ
- 2009年：ブルーロデオ
- 2010年：バックマン＆ターナー
- 2011年：ニッケルバック
- 2012年：ジャスティン・ビーバー、カーリー・レイ・ジェプセン、マリアナス・トレンチ、ゴードン・ライトフット
- 2013年：ヘドリー
- 2014年：イマジン・ドラゴンズ
- 2015年：フォール・アウト・ボーイ
- 2016年：ワンリパブリック
- 2017年：シャナイア・トゥエイン
- 2018年：アレッシア・カーラ